# Martha Gellhorn

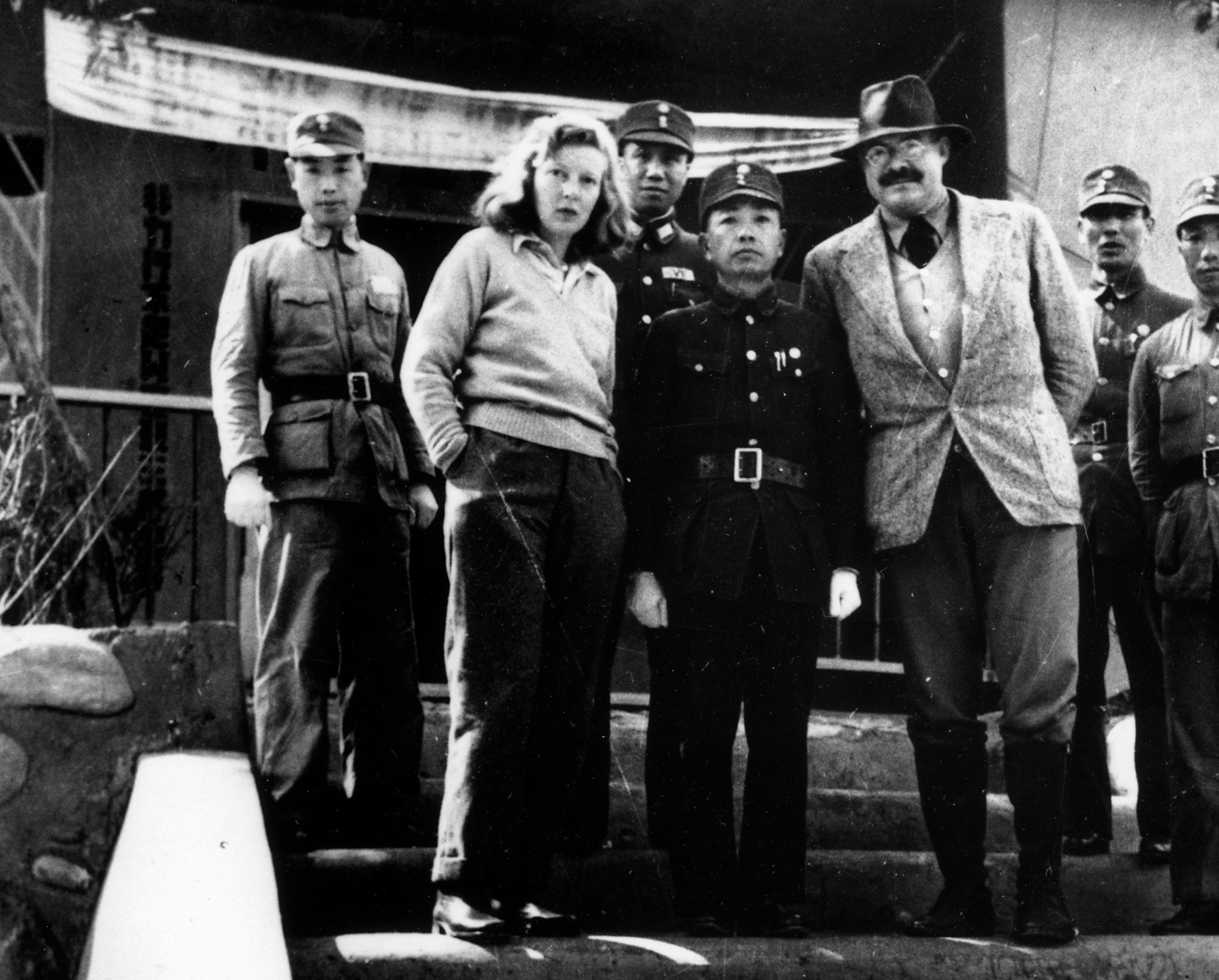
Martha Gellhorn mit Ernest Hemingway und chinesischen Soldaten (1941)

Martha Ellis Gellhorn (* 8. November 1908 in St. Louis, Missouri; † 15. Februar 1998 in London) war eine US-amerikanische Journalistin und Schriftstellerin. Sie wurde insbesondere durch ihre im Laufe von mehr als 50 Jahren entstandenen Kriegsreportagen bekannt.

## Leben
Martha Gellhorn wurde 1908 als Tochter der Frauenrechtlerin Edna Fischel Gellhorn geboren. Ihr Vater war vor dem deutschen Antisemitismus in die USA geflohen. Schon in jungen Jahren war Martha Gellhorn mit ihren Eltern privat zu Besuch im Weißen Haus; Eleanor Roosevelt war eine Schulfreundin der Mutter. Gellhorn lernte Europa bereits als Schülerin auf mehreren Reisen kennen. 1929 brach sie ihr Studium ab und fuhr nach Paris. Dort begann sie, für United Press und Vogue zu schreiben. In den 1930er Jahren bereiste sie zusammen mit der Fotografin Dorothea Lange die Vereinigten Staaten im Regierungsauftrag. Die beiden dokumentierten, wie die Great Depression sich auf die Landbevölkerung auswirkte. 1931 berichtete sie von einem Lynchmord im US-Bundesstaat Mississippi. In der Folge veröffentlichte sie das Buch The Trouble I've Seen (1936).
1936 besuchte Gellhorn Deutschland in der Zeit des Nationalsozialismus, ohne sich von den Olympischen Spielen blenden zu lassen. Sie arbeitete als Kriegsberichterstatterin für Collier’s im Spanischen Bürgerkrieg und berichtete 1938 vom Fall der Tschechoslowakei. Auch hier entstand später ein Buch, der autobiographische Roman A Stricken Field (1940). 1941 bereiste sie China und begegnete Chiang Kai-shek und Zhou Enlai. 1943 arbeitete sie im Rang eines US-Hauptmanns in Europa; sie schrieb über Kriegswaisen in Italien und die Befreiung des Konzentrationslagers Dachau.
Am 6. Juni 1944 schmuggelte sich Gellhorn an Bord eines Lazarettschiffes, das zur Landungsflotte der Alliierten gehörte, und erlebte so den D-Day mit.
Später berichtete Gellhorn über die antikommunistische „Geisterjagd“ Joseph McCarthys in den USA und den Staat Israel, über den Eichmann-Prozess, den Vietnamkrieg, über den Tod von Francisco Franco 1976 und den Bürgerkrieg in El Salvador 1984. Erst als man ihr eine Berichterstattung zum Krieg im zerfallenden Jugoslawien anbot, lehnte sie aus Altersgründen ab.
Von 1940 bis 1945 war Martha Gellhorn mit Ernest Hemingway verheiratet. Die Ehe war von Konflikten und Rivalität überschattet. Von 1954 bis 1963 war sie mit dem damaligen Chefredakteur des Time-Magazins, T. S. Matthews, verheiratet, der vier eigene Söhne hatte. In den 1930er Jahren hatte Gellhorn eine Affäre mit dem verheirateten Journalisten Bertrand de Jouvenel. Sie wurde von ihm schwanger und ließ das Kind abtreiben. 1949 adoptierte sie einen italienischen Waisenjungen, Sandy, dessen Erziehung ihr jedoch schwerfiel.
Gellhorn war in ihren letzten Lebensjahren nahezu blind und litt an Eierstock- und Leberkrebs. Am 15. Februar 1998 nahm sie sich im Alter von 89 Jahren in London das Leben.
Gellhorn arbeitete insgesamt 58 Jahre als Auslandskorrespondentin, Reporterin und Schriftstellerin. Neben einer großen Zahl an Reportagen verfasste und veröffentlichte sie fünf Romane, vierzehn Novellen sowie zwei Bände mit Kurzgeschichten.

## Journalistenpreis
Von der aus ihrem Nachlass gespeisten Martha-Gellhorn-Stiftung wird seit 1999 jährlich der Martha Gellhorn Prize for Journalism an investigative Journalistinnen und Journalisten vergeben. Im Juni 2011 erhielt Julian Assange den Preis für das Projekt „WikiLeaks“.
Der Preis wird jährlich an eine auf Englisch publizierende Journalistin oder einen Journalisten vergeben, die bzw. der „die etablierte Version der Ereignisse durchdrungen hat und eine unbequeme Wahrheit erzählt. Die Propaganda des Establishments, das ‚offizielle Geschwätz‘, wird so entlarvt.“ (orig.: “penetrated the established version of events and told an unpalatable truth that exposes establishment propaganda, or ‘official drivel’”), wie Martha Gellhorn es formulierte.

## Werke (Auswahl)
- The Face of War. Atlantic Monthly Press, New York 1988.
  - Das Gesicht des Krieges. Reportagen 1937–1987. Übers. Hans-Ulrich Möhring. Knaus, München 1998, ISBN 978-3-8135-2300-3.
- Das Wetter in Afrika. Ein Roman in Novellen. Übers. Wolfgang Eisermann, Ilse Henckel. rororo (Nr. 12354), Reinbek 1988, ISBN 3-499-12354-1.
- Reisen mit mir und mit ihm. Berichte. Übers. Herwart Rosemann. rororo, Reinbek 1990.
- Liana. Roman. Übers. Regina Winter. Fischer 1992, ISBN 3-596-11183-8.
  - Das Wetter in Afrika. Novellen. Übers. Miriam Mandelkow. Dörlemann, Zürich 2008, ISBN 978-3-908777-46-5.
- Paare – Ein Reigen in vier Novellen. Übers. Miriam Mandelkow, Nachw. Hans Jürgen Balmes. Dörlemann, Zürich 2007, ISBN 978-3-908777-26-7.
- Muntere Geschichten für müde Menschen. Drei Novellen. Übers. Miriam Mandelkow, Nachw. Hans Jürgen Balmes. Dörlemann, Zürich 2008, ISBN 978-3-908777-44-1.
- Ausgewählte Briefe. Übers. Miriam Mandelkow. Hrsg. Caroline Moorehead. Nachw. Sigrid Löffler. Dörlemann, Zürich 2009, ISBN 978-3-908777-50-2.
- Der Blick von unten. Reportagen aus sechs Jahrzehnten. Übers. N. Hofmann, Ed. Tiamat, Berlin 2019.

### Journalistische Artikel von Gellhorn (Auswahl)
- Dachau: Experimental Murder. Reportage im Magazin Collier's vom Juni 1945 über das befreite KZ Dachau und die dortigen Menschenversuche